# Kasteel van Saumur
Het Kasteel van Saumur (Frans: Château de Saumur) ligt in de stad Saumur. Het kasteel ligt op een hoger gelegen stuk grond langs de Loire en bepaalt daardoor voor een groot deel het aangezicht van de stad.

## Geschiedenis
Waar nu het Kasteel van Saumur ligt, werd vanwege de strategische positie een slottoren gebouwd door de graaf van Anjou, die het gebied had veroverd op de graaf van Blois. In 1067 werd deze toren verwoest en weer herbouwd. In het begin van de dertiende eeuw kwam het in handen van koning Filips August. Onder zijn kleinzoon, koning Lodewijk IX, die veel hield van kunst en architectuur, beleefde het kasteel zijn bloeitijd. Verschillende koningen na hem voegden iets toe aan het kasteel. In 1589 kwam het in het bezit van de protestantse Hendrik IV, koning van Frankrijk en Navarra. Onder zijn regering werd het kasteel een protestants bolwerk en werd een uitgebreid verdedigingssysteem opgezet. Koning Lodewijk XIV, veranderde het in een staatsgevangenis. Na hem begon het kasteel te vervallen tot het in de twintigste eeuw werd aangekocht door de stad Saumur. Het kasteel werd gerestaureerd, zodat er musea konden worden ingericht: Musée des Arts Décoratifs met kunstvoorwerpen en het Musée du Cheval met een tentoonstelling over paarden. Deze musea zijn er vandaag de dag nog steeds.
In 2001 stortte een van de bolwerken van het kasteel in. Het onderstreepte nogmaals de slechte conditie van het kasteel. In 2004 werd een grondige renovatie gestart die een aantal jaren zou duren. Gaande de werken werd duidelijk dat de problemen veel groter zijn dan werd voorzien. Het eind van de renovatie wordt inmiddels niet vóór 2010 voorzien. Gedurende de renovatie is het kasteel zelf niet te bezoeken. Een klein gedeelte van het Musée du Cheval is ondergebracht op het voorterrein.

## Zie ook

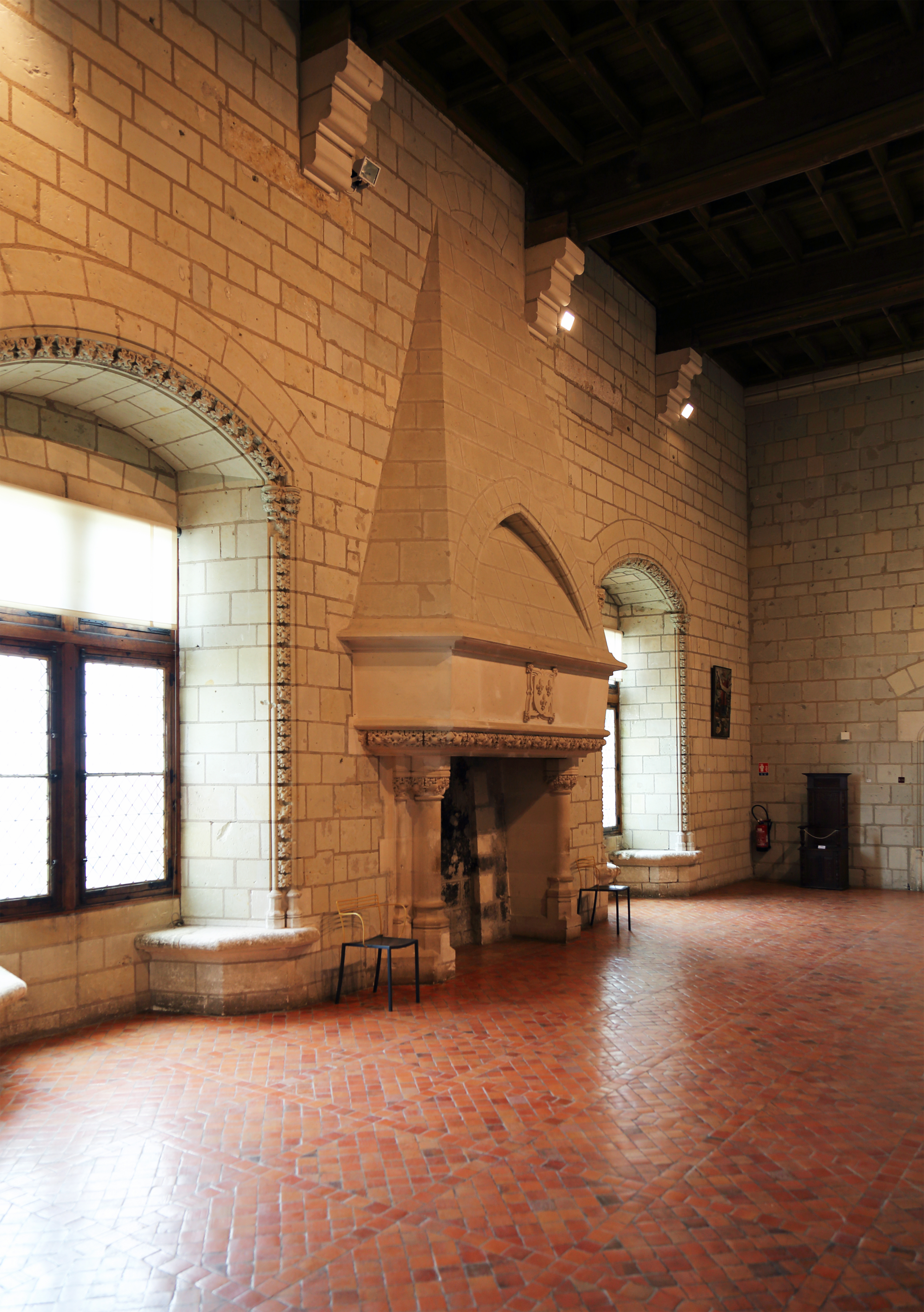
Interieur van het kasteel
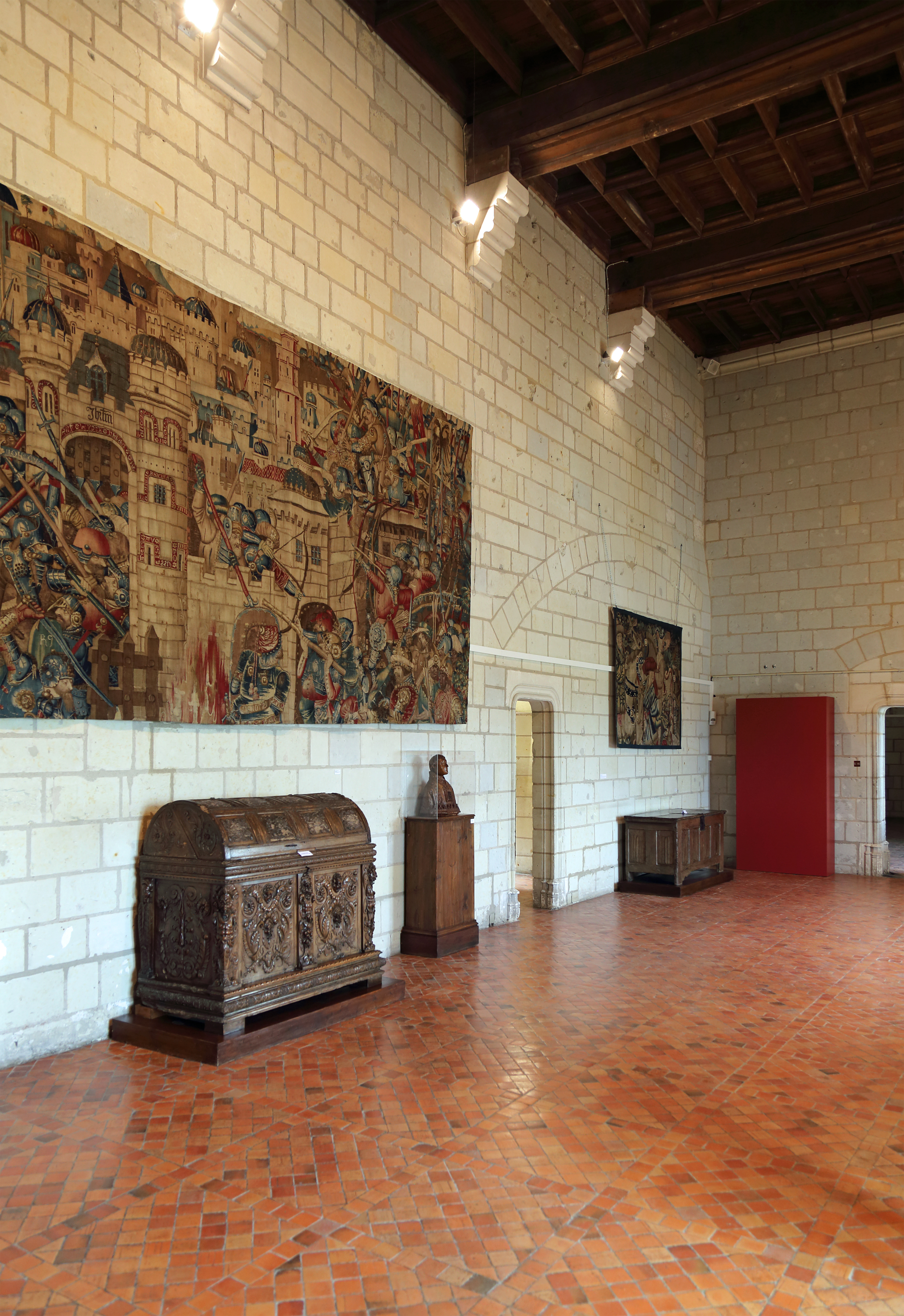
Interieur met tentoongestelde kunstvoorwerpen
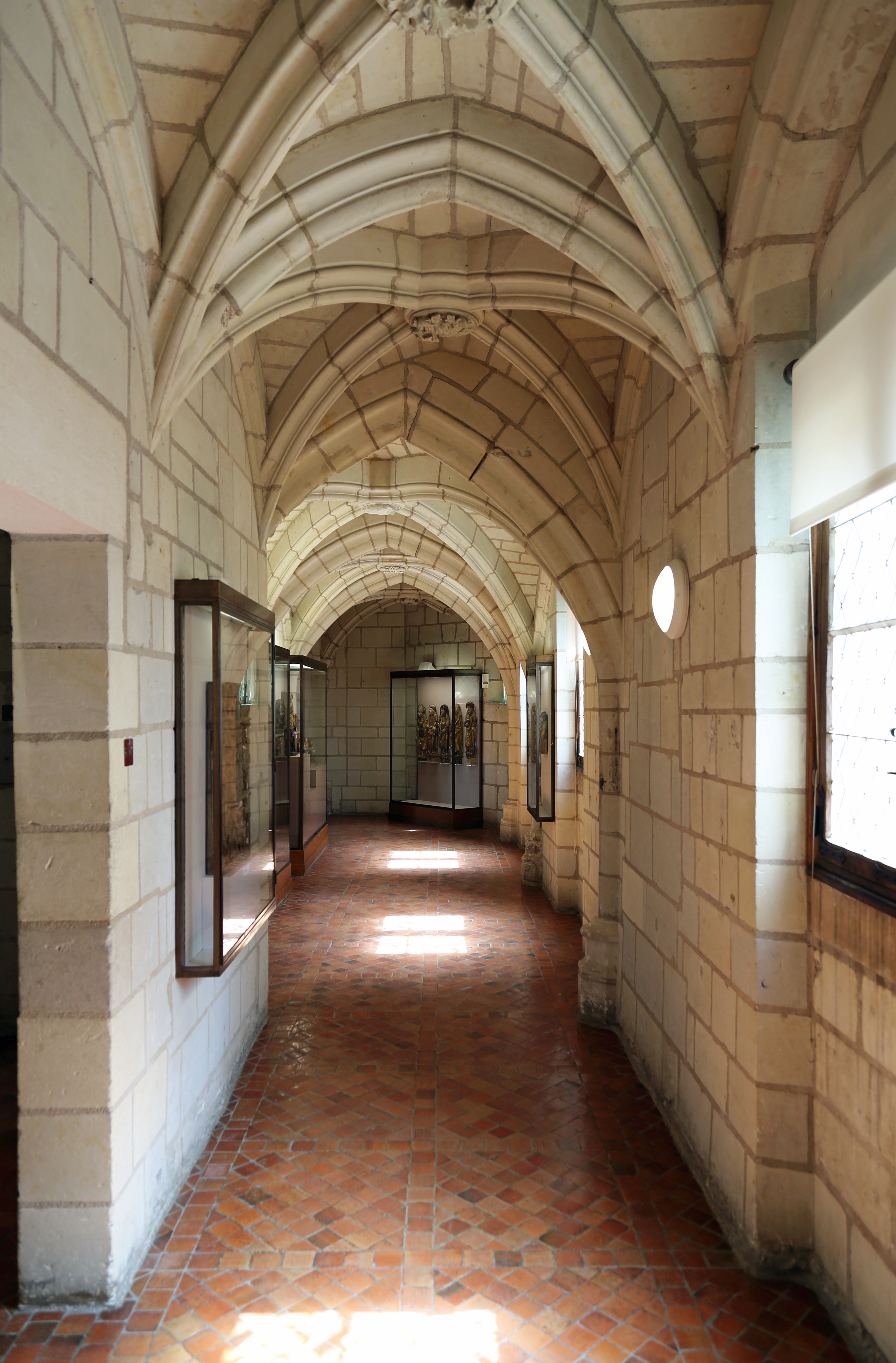
Interieur